# Абу Якуб Юсуф (султан Марокко)
Абу Якуб Юсуф ан-Наср (араб. أَبُو يُوسُف يَعقُوب الناصر; д/н — 13 травня 1307) — 4-й маринідський султан Марокко в 1286—1307 роках.

## Життєпис
Походив з династії Маринідів. Син султана Абу Юсуф Якуба. З 1270-х років брав участь у батьківських військових кампаніях на Піренейський півострів. 1286 році після смерті Абу Юсуф Якуба оголосив себе султаном, потім затвердив угоду з Гранадським еміратом, що була погоджена незадовго перед цим.
Абу Юсуф Якуб швидко повернувся до Марокко, оскільки його владу тут оскаржували брати, також знову проти Маринідів виступили Заяніди з Тлемсену. 1288 року викрито змови сина султана — Абу Аміра, який втік до Тлемсену. 1289 року султан замирився з сином, але став вимагати від тлемсенського султану Абу Саїд Усмана I страти або видачі інших змовних. Той відмовився. У відповідь маринідське військо і флот 1290 року взяли в облогу Тлемсен, але не мали успіху.
1291 року проти Маринідів сформувалася коаліція у складі Кастилії, Арагону, Гранадського емірату та Заянідів. У 1292 року війська Кастилії, Арагону і Гранади захопили Таріфу. Але через владу над цим місто союзники погиркалися. Цим скористався Абу Якую Юсуф, що 1293 року відновив союз з гранадським еміром Мухаммадом II, за умовами якого Мариніди мали отримати Таріфу натомість передати союзнику Альхесірас і Ронду. Також Абу Якуб Юсуф отримав від еміра 4 копії Корану, зроблені халіфом Османом ібн Аффаном.
1294 року спільно з гранадцями взяв облогу таріфу, але не зміг її захопити. Водночас в Ер-Рифі спалахнуло повстання берберів на чолі із Ваттасидами. Їх удалося перемогти до 1295 року. За цим передав Альхесірас і Ронду Гранадському емірату, відмовившись від нових кампаній на Піренеях.
Втім султан вирішив ліквідувати постійну загрозу з боку Заянідів. Протягом 1295—1297 років вдалося захопити важливі міста Таурірт, Уджду, Таунт, Недрому. В травні 1299 року розпочато облогу Тлемсену. бу Якуб побудував облоговий табір, який перетворився на справжнє місто, відомий як аль-Махалла аль-Мансура («Табір Перемоги»), з ринком, громадськими лазнями, палацом і мечеттю. Водночас його загони підкорили усі володіння Заянідів до Алжиру включно.
Разом з тим у 1299 році відправив загін на допомогу Гранадському емірату, спільно з яким завдано поразки кастильцям біля Севільї та знову взято в облогу Таріфу.
1304 року рід аль-Азафі скинув владу Маринідів в Сеуті, оголосивши про свою незалежність. 1306 року місто зайняли гранадські війська. Також гранадський емір Мухаммад III підтримав повстання Османа ібн Абі аль-Ули, родича Маринідів. Той захопив область в гірській частині держави, міста Арзіла і Лараш.
Але незважаючи ні на що султан і далі тримав Тлемсен в облозі. У 1307 році з невідомих причин його вбив євнух власного гарему. Трон успадкував його син Абу Табіт Амір.